# Discurso del estado de la Unión de 2022
El discurso del estado de la Unión de 2022 fue pronunciado por Joe Biden, 46.º presidente de los Estados Unidos, el 1 de marzo de 2022, en la Cámara de Representantes de los Estados Unidos. Estuvo dirigido al 117.º Congreso y fue el primer discurso del estado de la Unión de Biden, y su segundo discurso ante una sesión conjunta del Congreso. Nancy Pelosi, presidenta de la Cámara y Kamala Harris, en su calidad de presidenta del Senado, presidieron la sesión conjunta.
La fecha prevista para el discurso, el 1 de marzo, fue aproximadamente un mes después de lo habitual. Desde 1934, todos los discursos del estado de la Unión se han pronunciado en enero o a principios de febrero. La causa del retraso se ha atribuido a la propagación de la variante Ómicron, durante la pandemia de COVID-19, junto a la participación de Estados Unidos en los Juegos Olímpicos de Invierno de 2022. Además, Clare Foran y Kevin Liptak, declararon en un artículo publicado por la CNN que la demora "le daría a Biden más tiempo para tratar de lograr algunos de sus objetivos legislativos antes de dirigirse al Congreso y a la nación". Aunque la Constitución de los Estados Unidos exige que el presidente le dé al Congreso información sobre el "Estado de la Unión", no específica cuando o con qué frecuencia debe ocurrir esto, solo aclara "de vez en cuando".

## Cobertura

### Audiencia
El discurso fue transmitido en vivo en los Estados Unidos por NBC, CBS, ABC, PBS, CNN, Fox News Channel, MSNBC, Newsmax TV, CNBC, NewsNation, y Black News Channel. También lo hicieron las cadenas en español Univision, Telemundo y CNNe.
| Red       | Audencia  |
| --------- | --------- |
| FNC       | 7 206 000 |
| ABC       | 6 302 000 |
| CBS       | 4 857 000 |
| CNN       | 4 830 000 |
| NBC       | 4 705 000 |
| MSNBC     | 4 057 000 |
| Fox       | 1 858 000 |
| Univision | 1 350 000 |
| Telemundo | 1 160 000 |
| Newsmax   | 462 000   |
| CNBC      | 284 000   |

## Invitados notables
- Oksana Markarova: embajadora de Ucrania en Estados Unidos.
- Joseph Burgess, entrenador de la Organización de Nuevos Empleados.
- Joshua Davis, alumno de 7.° grado, escuela secundaria Swift Creek.
- Refynd Duro, enfermera.
- Patrick Gelsinger, director ejecutivo de Intel.
- Frances Haugen, exgerente principal de productos de Facebook sobre desinformación cívica.
- Melissa Isaac.
- Danielle Robinson, cónyuge sobreviviente del sargento de primera clase Heath Robinson.
- Kezia Rodriguez, estudiante en Bergen Community College.